# Necmi Onarıcı
Necmi Onarıcı (Istambul, 2 de novembro de 1925 - 21 de agosto de 1968) foi um futebolista turco, que atuava como defensor.

## Carreira
Necmi Onarıcı fez parte do elenco da Seleção Turca de Futebol que disputou a Copa do Mundo de 1954.

## Ligações Externas
- Perfil em FIFA.com (em inglês)